# Tetris 99
Tetris® 99 es videojuego multijugador en línea del género Battle Royale publicado por Nintendo el 13 de febrero de 2019 durante el evento Nintendo Direct. El juego, desarrollado por la compañía Arika, está inspirado en el juego original Tetris de 1984.

Las partidas (batallas) se desarrollan en una lucha de 99 jugadores donde todos compiten contra todos. El juego se puede descargar completamente gratis pero es necesario el modo Nintendo Switch Online para jugar en línea.

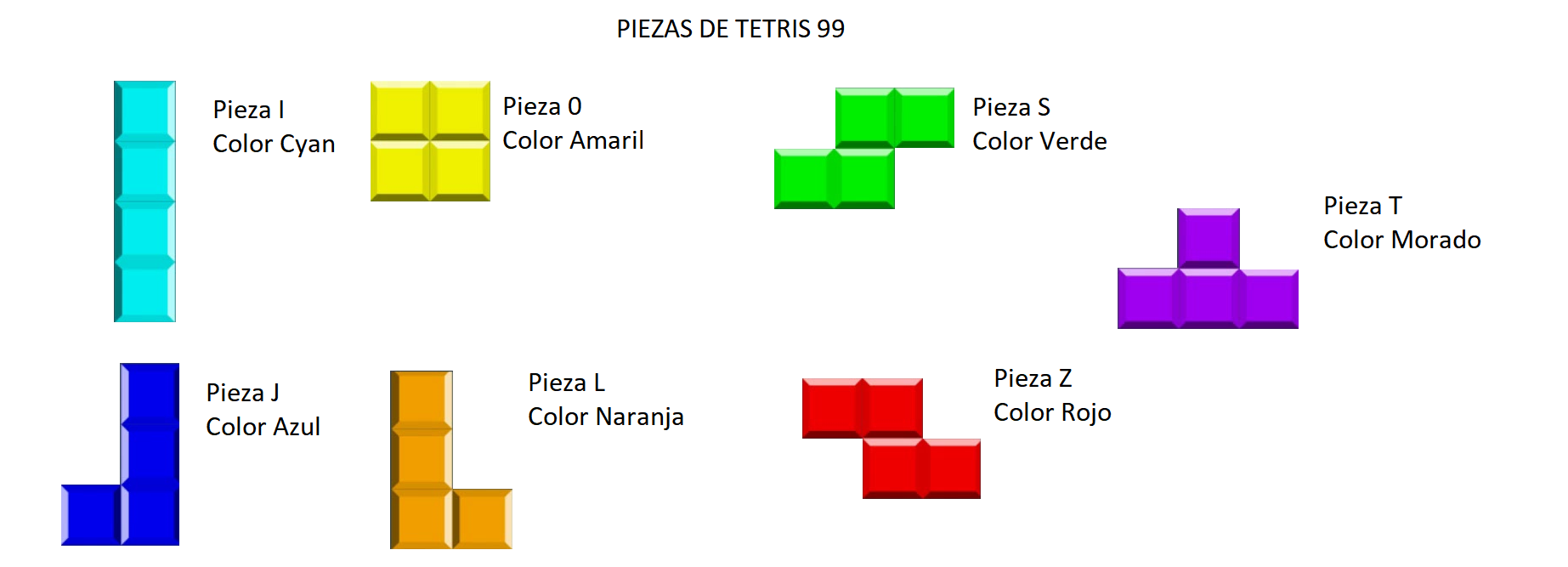
Piezas Tetris 99